# Szobi Mihály
Szobi Mihály vagy Szoby vagy Zobi Mihály (Szob? – ? 1527. március 17. v. április 3.) magyar köznemes, a mohácsi vész előtti köznemesi frakciók tagja.

## Élete
Somogyból ered, de Nógrádba származott át. A Werbőczy István-féle köznemesi párt nógrádi ágának vezetője volt. Szobi volt Werbőczy jegyzője, valamint jogtanácsosa és a köznemesség képviselőjeként 1516-tól volt a királyi tanács tagja. Werbőczy a Szobiak közül választott magának feleséget és így Szobi Mihállyal rokoni kapcsolatba került, s több uradalmat is adományozott neki, mint Temes vármegyében és Erdélyben. Szobi már 1505-ben hozzájárult Werbőczy nádorrá választásához
Az 1525-ben tartott bácsi és hatvani országgyűléseken Werbőczy korteseként és támogatójaként vett részt, akivel 1526-ban Dobronyára vonult. Bácson kinevezték Paksi Mihállyal kincstartónak, hogy a török-elleni harchoz szükséges hadsereg felállítására pénzt hajtsanak be. Szobi és Paksi hatásköre egyúttal arra is kiterjedt, hogy a rendeket a törvények és a rendeletek tiszteletben tartására szorítsák. A pénzbehajtást viszont nem tudták végrehajtani a széles körű ellenállás miatt.
1521. november 19-étől további Paksi Jánossal főkapitányi tisztséget is viselt, de nem tudta feladatát végrehajtani, mert II. Lajos elhúzódó csehországi útja miatt ismét kaotikus állapotok alakultak ki az országban.
A mohácsi csata után Szapolyai mellé áll és királlyá választása érdekében működött.